# Nokia N80
Nokia N80 — смартфон фірми Nokia, анонсований 2 листопада 2005 року і випущений у червні 2006 року. Працює на базі ОС Symbian v9.1 та інтерфейсу S60 3rd Edition. Відноситься до лінійки телефонів «мультимедійний комп'ютер», як і його наступник Nokia N95. N80 був першим у світі телефоном, сумісним з UPnP, який дозволяв передавати мультимедійні файли на сумісні пристрої через Wi-Fi.

## Характеристики
Розмір телефону — 95.5x50x23.5 мм, вага — 134 г. Будучи слайдером, всі дії з телефоном, крім введення тексту або номера телефону, можна зробити, не розкриваючи апарат. Під екраном розташована 5-ти позиційна навігаційна клавіша. Її оточує набір із двох софт-клавіш і кнопок прийому та відбою виклику. Нижній ряд — стандартний набір елементів, плюс клавіша media key для швидкого доступу до основних функцій. Над екраном розташована CIF-камера, призначена для відео-дзвінків. На правому торці розташовується кнопка камери та проріз додаткового динаміка. На нижньому торці — петля для мотузки (за бажанням телефон можна повісити на шию), тонкий роз'єм для підключення зарядного пристрою. Тут же знаходиться стандартний роз'єм для синхронізації підключення гарнітури.
Екран має роздільну здатність 352х416 пікселів, відображає 252 тисячі кольорів. Є 5 рівнів підсвічування, діагональні розміри — 34×41 мм (діагональ 2.1"). Є 3-мегапіксельна камера (CMOS), вбудований спалах ефективний на відстані до 1.5 метрів, придушення ефекту червоних очей, налаштування сцен, вибір умов освітлення, зум цифровий х20. Крім того присутня фронтальна CIF-камера для відеодзвінків.
Знімна батарея BL-5B ємністю 820 мАг, така сама, що й у моделі Nokia N90. Час роботи в режимі розмови від 180 до 240 хвилин, в режимі очікування до 9 днів.
Спочатку Nokia оголосила, що N80 підтримуватиме Bluetooth 2.0, однак в результаті він був випущений під версію Bluetooth 1.2.

## Галерея

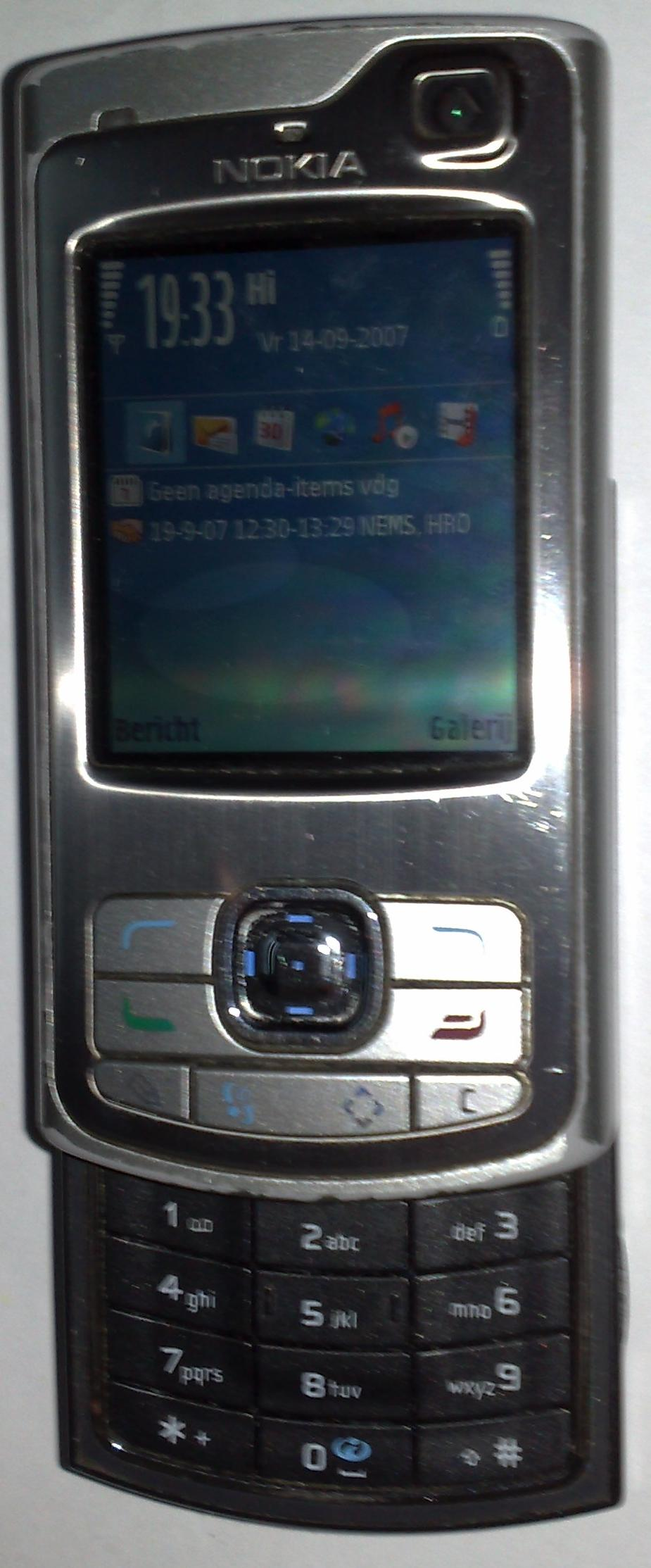
Телефон у розкритому вигляді
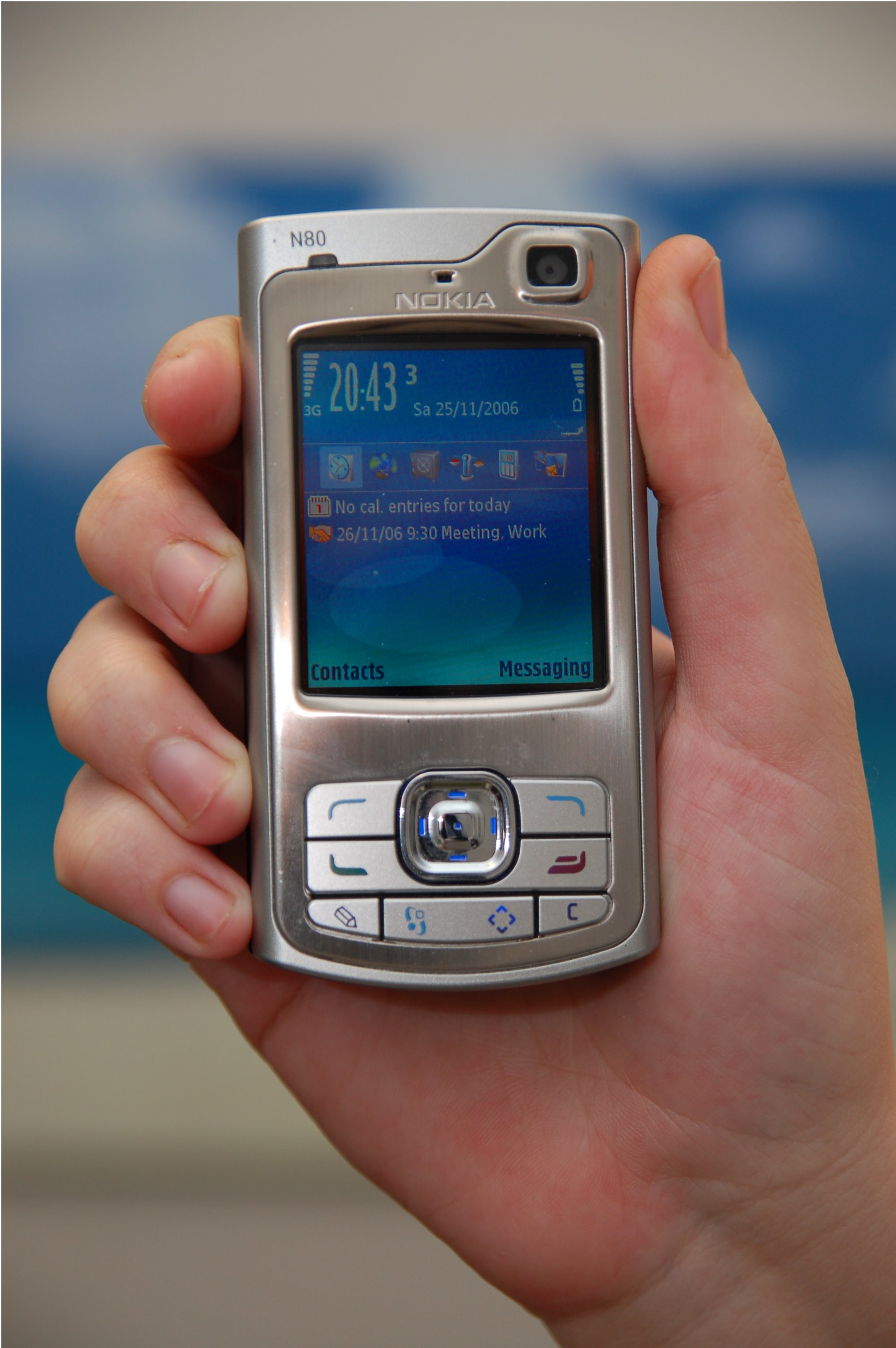
Закритий телефон у руці
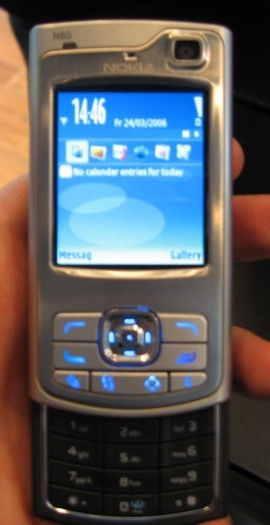
Відкритий телефон у руці